# Bactrocera atrifemur
Bactrocera atrifemur är en tvåvingeart som beskrevs av Drew och Albany Hancock 1994. Bactrocera atrifemur ingår i släktet Bactrocera och familjen borrflugor. Inga underarter finns listade.